# جلوة فزانية
الجلوة الفزانية أو المردن الفزاني (باللاتينية: Atractylis phazaniae) نوع نباتي يتبع جنس الجلوة من الفصيلة النجمية. سميت نسبة إلى فزان حيث تتواجد.

## الموئل والانتشار
ينتشر في المغرب العربي.